# Università dell'Essex
L'Università dell'Essex (in lingua inglese University of Essex) è un'università di ricerca pubblica situata nella contea dell'Essex, in Inghilterra. È stata fondata nel 1963, ha accolto i suoi primi studenti nel 1964 e ha ricevuto la Royal Charter nel 1965.
Il campus più grande dell'Università è il Colchester Campus all'interno del Wivenhoe Park, a pochi chilometri da Wivenhoe e Colchester.